# Arthrovertex ilocanus
Arthrovertex ilocanus är en kvalsterart som beskrevs av Corpuz-Raros 1979. Arthrovertex ilocanus ingår i släktet Arthrovertex och familjen Scutoverticidae. Inga underarter finns listade i Catalogue of Life.